# Ryszard Kulczycki
Ryszard Jerzy Kulczycki (ur. 22 maja 1941 w Drohobyczu) – polski nauczyciel, tenisista stołowy i trener w tej dyscyplinie, a także działacz sportowy.

## Życiorys
Kształcił się w Technikum Rachunkowości Rolnej w Zieleńcu i gorzowskim Studium Nauczycielskim. Ukończył następnie studium trenerskie w Wyższej Szkole Wychowania Fizycznego w Gdańsku (1974) i studia nauczycielskie w AWF w Poznaniu (1979). Studiował również na Uniwersytecie Komeńskiego w Bratysławie. W 1997 na podstawie pracy zatytułowanej Rozwój tenisa stołowego w Polsce w latach 1918–1989 uzyskał stopień doktora nauk o kulturze fizycznej.
Pracował jako nauczyciel w szkołach podstawowych i zawodowych w Gorzowie Wielkopolskim, a także jako wykładowca akademicki w Zamiejscowym Wydziale Kultury Fizycznej w Gorzowie Wielkopolskim. Jako junior trenował różne dyscypliny, później zajął się zawodowym uprawianiem tenisa stołowego głównie w gorzowskich klubach (Jedwab, Stilon, Warta). Jednocześnie w 1961 rozpoczął działalność trenerską, szkoląc m.in. swoje kluby, a w latach 1966–1974 reprezentację Polski młodzików i juniorów. Był trenerem medalistów mistrzostw Polski i krajowych reprezentantów.
Jest założycielem klubu sportowego GKS Gorzovia Gorzów Wielkopolski, obejmował w nim m.in. funkcje trenera i prezesa. Działał w Polskim Związku Tenisa Stołowego w tym jako wiceprezes tej organizacji (1991–1993).
W 2012, za wybitne zasługi na rzecz rozwoju i upowszechniania sportu, został przez prezydenta Bronisława Komorowskiego odznaczony Krzyżem Kawalerskim Orderu Odrodzenia Polski.